# オレクサンドル・オクサンチェンコ
オレクサンドル・ヤコビッチ・オクサンチェンコ（ウクライナ語: Олександр Якович Оксанченко、1968年4月26日 - 2022年2月25日）は、ウクライナの軍人、パイロット。最終階級は空軍大佐。2022年のロシアによるウクライナ侵攻中の2月25日に首都キーウ上空でロシア連邦軍のS-400地対空ミサイルに撃墜され、戦死。死後、ウクライナ英雄の金星勲章を授与される。

## 経歴
1968年4月26日にウクライナ・ソビエト社会主義共和国ドニエプロペトロフスク州マハダリニフカで誕生する。イヴァーン・コジェドゥーブ名称記念空軍大学を卒業後、1989年にソビエト連邦空軍へ入隊する。1991年のウクライナ独立後、ウクライナ空軍で訓練教官として勤務した後、ミルゴロド空軍基地に所在する第831戦術航空旅団の副司令官に任命される。
2013年から2018年までSu-27戦闘機のディスプレイパイロットを行い、総飛行時間は2,000時間以上となった。
ヨーロッパ各国での航空ショーに参加し、イギリス、ハンガリー、ルーマニア、ポーランド、スロバキア、チェコ、デンマーク、ベルギー、マルタで表彰された。
2018年にウクライナ空軍を大佐で退役し、2020年11月からミルゴロド市議会議員を務める。
2022年2月24日のロシアによるウクライナ侵攻に伴い、現役復帰。2月25日夜にキーウ上空でロシア連邦軍のS-400地対空ミサイルに撃墜される。2月28日、ウォロディミル・ゼレンスキー大統領はウクライナ英雄の金星勲章を授与した。

## 栄典
- ミルゴロド名誉市民 - 2016年[10]
- ウクライナ英雄（金星勲章（ロシア語版）） - 2022年2月28日[5][9]